# Цвир Сергій Анатолійович
Сергій Анатолійович Цвир (рос. Сергей Анатольевич Цвир; нар. 8 лютого 1974) — російський борець греко-римського стилю, чемпіон світу, чемпіон та срібний призер чемпіонатів Європи, учасник Олімпійських ігор. Заслужений майстер спорту Росії з греко-римська боротьби.

## Життєпис
Боротьбою почав займатися з 1985 року. У 1994 році став чемпіоном Європи серед молоді.
Чемпіон Росії (1995 — до 82 кг; 1997, 1998 — до 85 кг). Виступав за ЦСКА, Москва. Тренер — С. Сергєєв.
У збірній команді Росії з 1995 по 2000 рік.
Завершив спортивну кар'єру в 2000 році.
Віце-президент Федерації спортивної боротьби Москви.

## Спортивні результати на міжнародних змаганнях

### Виступи на Олімпіадах
| Змагання                    | Збірна | Вагова категорія                 | Місце |
| --------------------------- | ------ | -------------------------------- | ----- |
| Літні Олімпійські ігри 1996 | Росія  | греко-римська боротьба, до 82 кг | 10    |

### Виступи на Чемпіонатах світу
| Змагання                        | Збірна | Вагова категорія                 | Місце  |
| ------------------------------- | ------ | -------------------------------- | ------ |
| Чемпіонат світу з боротьби 1995 | Росія  | греко-римська боротьба, до 82 кг | 4      |
| Чемпіонат світу з боротьби 1997 | Росія  | греко-римська боротьба, до 85 кг | Золото |

### Виступи на Чемпіонатах Європи
| Змагання                         | Збірна | Вагова категорія                 | Місце  |
| -------------------------------- | ------ | -------------------------------- | ------ |
| Чемпіонат Європи з боротьби 1995 | Росія  | греко-римська боротьба, до 82 кг | Золото |
| Чемпіонат Європи з боротьби 1996 | Росія  | греко-римська боротьба, до 82 кг | 6      |
| Чемпіонат Європи з боротьби 1998 | Росія  | греко-римська боротьба, до 85 кг | Срібло |

### Виступи на інших змаганнях
| Змагання                                                             | Збірна | Вагова категорія                 | Місце  |
| -------------------------------------------------------------------- | ------ | -------------------------------- | ------ |
| Гран-прі Німеччини з боротьби 1994                                   | Росія  | греко-римська боротьба, до 82 кг | Бронза |
| Олімпійський кваліфікаційний турнір з боротьби 2000 (Клермон-Ферран) | Росія  | греко-римська боротьба, до 85 кг | Срібло |

### Виступи на змаганнях молодших вікових груп
| Змагання                                      | Збірна | Вагова категорія                 | Місце  |
| --------------------------------------------- | ------ | -------------------------------- | ------ |
| Чемпіонат Європи з боротьби серед молоді 1994 | Росія  | греко-римська боротьба, до 90 кг | Золото |